# Allocasuarina torulosa
Allocasuarina torulosa ist eine Pflanzenart aus der Familie der Kasuarinengewächse (Casuarinaceae). Sie ist im östlichen Australien heimisch und wird dort Forest Oak genannt.

## Beschreibung

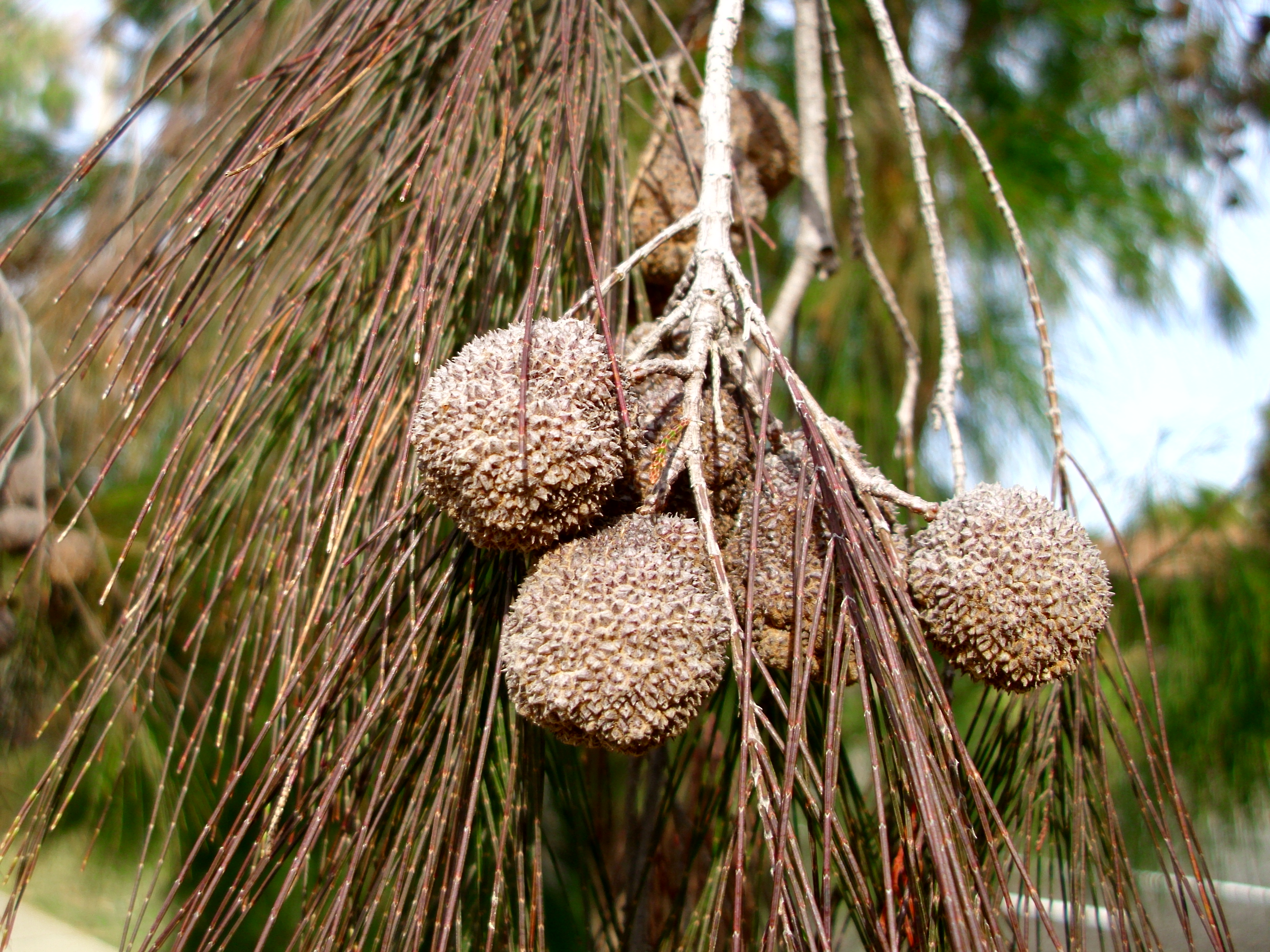
Zweig mit den zapfenartigen Früchten

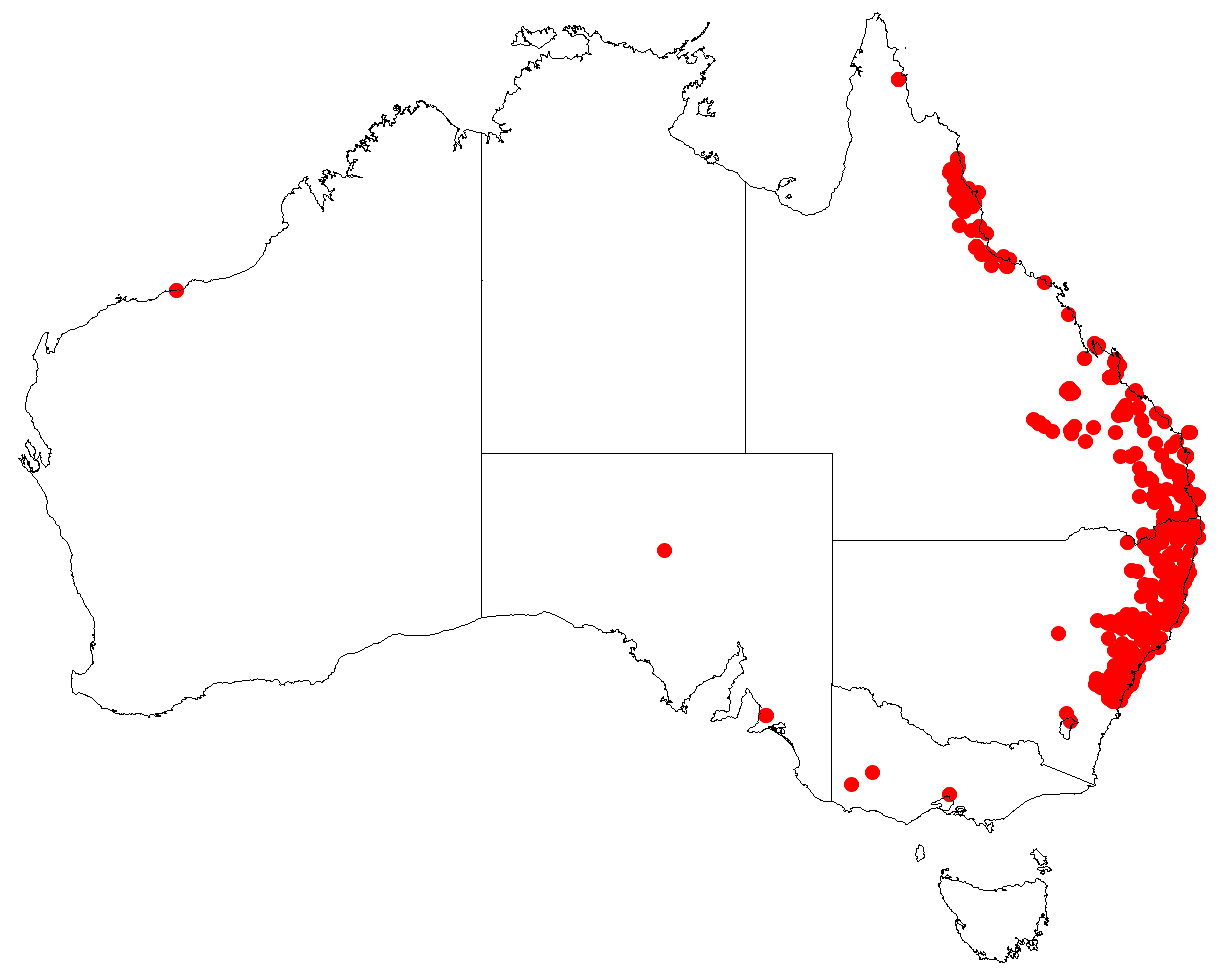
Verbreitung

### Vegetative Merkmale
Allocasuarina torulosa wächst als immergrüner Baum, der Wuchshöhen von 5 bis 25 Metern erreichen kann. Die raue und korkartige Stammborke ist grau bis dunkel-braun. 
Die hängenden Zweige sind bis zu 14 Zentimeter lang und bestehen aus zylindrischen Segmenten, welche bei jungen Zweigen 5 bis 6 Millimeter lang und 0,4 bis 0,5 Millimeter dick sind. In den Furchen weisen die Zweige eine Behaarung auf. Die Zweige übernehmen die Funktion der Blätter und werden auch als Phyllokladium bezeichnet. Man findet auf jedem Segment der Äste vier bis fünf reduzierte, zahnartig bis leicht abgerundet geformte Blätter, die 0,3 bis 0,8 Millimeter lang sind.

### Generative Merkmale
Allocasuarina torulosa ist meist zweihäusig getrenntgeschlechtig (diözisch). Zur Blütezeit, die sich vom Herbst bis in den Winter hinein erstreckt, erscheinen die männlichen Exemplare wegen der zahlreichen Pollen gelb gefärbt. Die männlichen Blütenstände sind bei einer Länge von 0,5 bis 3 Zentimeter ährenförmig und weisen sieben bis zwölf Wirtel pro Zentimeter auf. Die Staubblätter sind 0,5 bis 0,6 Millimeter lang. Die weiblichen Exemplare bilden zapfenartige Früchte die an einem 0,8 bis 3 Zentimeter langen Stiel stehen und bei einer Länge von 1,5 bis 4 Zentimetern und einer Dicke von 1,2 bis 2,5 Zentimetern rundlich, zylindrisch bis fassförmig geformt sind; ihre warzige Oberfläche kann dicht behaart sein. Als Diasporen werden mittel- bis dunkel-brauneFlügelnüsse gebildet, die 0,7 bis 1 Zentimeter lang sind.
Die Chromosomenzahl beträgt 2n = 24.

## Vorkommen
Das natürliche Verbreitungsgebiet von Allocasuarina torulosa liegt im östlichen Australien. Dort erstreckt sich das Verbreitungsgebiet von der McIlwraith Range im nördlichen Queensland südwärts bis zum Macquarie Pass und den Jenolan Caves in New South Wales. Allocasuarina torulosa kommt von der Küste bis etwa 200 Kilometer landeinwärts vor. 
Allocasuarina torulosa wächst in küstennahen Gebieten auf Hügeln und Ebenen meist als Unterholz in offenen Wäldern. Sie kommt dabei auf einer Vielzahl von verschiedenen Bodenarten vor, wobei es meist nährstoffreichere Böden als Allocasuarina littoralis sind.

## Taxonomie
Die Erstbeschreibung als Casuarina torulosa erfolgte 1789 durch William Aiton in Hortus Kewensis; or, a catalogue ..., Band 3, Seite 320. Die Neukombination zu Allocasuarina torulosa (Aiton) L.A.S.Johnson wurde 1982 durch Lawrence Alexander Sidney Johnson in Journal of the Adelaide Botanic Gardens, Band 6, Nummer 1, Seite 79 veröffentlicht. Weitere Synonyme für Allocasuarina torulosa (Aiton) L.A.S.Johnson sind Casuarina ericoides hort. ex Gentil nom. inval., Casuarina lugubris Salisb., Casuarina lugubris K.D.Koenig & Sims nom. illeg., Casuarina tenuissima Sieber ex Spreng. und Casuarina tenuissima Sieber ex Spreng. Das Artepitheton torulosa ist von den lateinischen Wörtern torulus für „auswuchsähnlich“ und -osus für „reichlich vorhanden“ abgeleitet und bezieht sich auf das warzenartige Aussehen der Fruchtsegmente.

## Nutzung
Allocasuarina torulosa eignet sich aufgrund ihrer geringen Anfälligkeit für Krankheitserreger und ihrer Resistenz gegenüber Trockenheit als Straßen- und Zierbaum. Während er Kolonialisierung Australiens wurde das Holz zur Herstellung von Dachschindeln genutzt.